# Manistee Motor Car Company
Manistee Motor Car Company war ein US-amerikanischer Hersteller von Automobilen.

## Unternehmensgeschichte
Die Brüder Henry und Otto Brugman handelten in ihrem Geschäft in Manistee in Michigan mit Juwelen, Gewehren und Fahrrädern. 1899 begann die Entwicklung eines Automobils, das 1902 fertig war. Daraufhin gründeten sie das Unternehmen für die Kraftfahrzeugproduktion. Sie stellten einige weitere Fahrzeuge für örtliche Käufer her. Der Markenname lautete Manistee. Im gleichen Jahr endete die Produktion.
Es gibt Hinweise darauf, dass die American Garage & Motor Company an der Produktion einiger Fahrzeuge beteiligt war.

## Fahrzeuge
Im Angebot stand ein Kleinwagen. Ein Einzylindermotor war unter dem Sitz montiert und trieb die Hinterachse an. Die Anlasskurbel befand sich an der Fahrzeugseite. Die Karosserie war offen. Der Runabout bot Platz für zwei Personen. Gelenkt wurde mit einem Lenkrad.